# Alteburg (Kohden)
Die Alteburg ist eine abgegangene Höhenburg auf 185 m ü. NN im Stadtteil Kohden der Stadt Nidda im Wetteraukreis in Hessen, Deutschland. Von der vermutlich im 11. Jahrhundert durch die Grafen von Nidda aus dem Hause Malsburg errichteten Anlage auf dem Gipfelplateau des gleichnamigen Hügels sind heute nur noch geringe Teile von Wall und Graben sowie einige Mauerreste inmitten eines Vogelschutz-Wäldchens erhalten.

## Beschreibung
Die Burg soll um die Mitte des 12. Jahrhunderts dem Grafen Berthold I. von Nidda (* um 1110, † 1162) als Raubritternest gedient haben.  Berthold war von Kaiser Friedrich Barbarossa wegen Landfriedensbruchs mit der Reichsacht belegt und zur entehrenden Strafe des Hundetragens verurteilt worden. Berthold ignorierte die Vorladung nach Gelnhausen und das Urteil und verunsicherte stattdessen die Gegend als Raubritter und Wegelagerer. Er soll schließlich doch von einem kaiserlichen Aufgebot zur Aufgabe und zur Annahme der Strafe gezwungen worden sein – der Sage nach allerdings erst, nachdem ein Versuch seiner Frau, ihn auf die Weise der Treuen Weiber von Weinsberg zu retten, aufgedeckt und vereitelt worden war.